# Пиротски комитски одред
Пиротски комитетски одред под командом Јована Радовића добио је у делокруг цео пиротски округ и источни део нишког округа, југоисточни део врањског округа. Одред је сарађивао са власотинском групом, те га Бугари називају и "пиротско-власотински одред".
Приликом стварања Пиротског комитетског одреда војвода Ј. Радовић је упутио наредбу за организовање борбе против бугарске административне власти у рејону пиротског командантства. Као основни повод за устанак обележава бугарски позив за мобилизацију српских бораца и младежи. Овај позив ће наићи на отпор од стране српских војвода и устаника у целом српском краљевству, зато је потребна организација одреда. Основна јединица организације је село. У сваком селу је оформљена група од пет људи и једног старешине. Задатак тих група је да проверава количину оружја и муниције које се налазе у селу, као и да их доводе у исправно стање и одржавају. Служили су као канали за пренос поште, наредби и заповести организације. Помагали су куририма и устаницима обезбеђујући им скровишта и храну. Крили су избегле српске заробљенике. Становништву су подизали морал и клонули дух. Набављали су експлозив и француске кључеве за одвајање шрафова на железничким шинама. У свако доба су морали да имају спремне коње и товарни прибор, потребан за резерву, одећу и друге ствари потребну устаницима. Старешине у селу су прикупљале становништво погодно за борбу. Те основне јединице групишу се у рејонске чете под командом одређених војвода. Тако су настали Прокупљанско-Куршумлијски-Топлички одред у коме је било главно руководство покрета, Лебански или Јабланички одред, Пиротски у који улази и Власотински, броји око 1000 устаника, али према бугарским подацима имали су само 300 пушака, Сокобањски одред који се одвојио од Куршумлијског, Ибарско-Копаонички одред, Блацкијиски одред и тако даље.
Војвода Јован Радовић са 25 одабраних људи, језгром будућег Пиротског комитетског одреда, добио је задатак „да буде на друму Лебане – Лесковац.“ Сви одреди улазе у борбу, али без усаглашености дејстава, појединачно, у различитим деловима дана, на међусобно удаљеним секторима, с неједнаким степеном ангажованости и сукобљавајући се с непријатељским јединицама које су случајно сусрели, мада је Главни штаб 24. фебруара пре подне објавио општи устанак. Тога дана Ј. Радовић јавља команданту Централног комитета војводи К. Пећанцу да је ослободио два Србина које је бугарска патрола водила на суђење у Лесковац „али су их моји јунаци стигли на пола сахата пред Лесковцем“. На крају се осећа понос и цинизам војводе: “Разјурена коњица бугарска у мрак је стигла у варош, али не предузимају никакве мере против нас, ваљда стога што смо браћа?! Слава Богу, нисмо имали ниједног губитка.“ Током сукоба са Бугарима заробљено је осам бугарских војника, три су рањена, десет заробљених коња. Међутим, нису Бугари били толико пасивни, већ у следећем писму од 27. 2. 1917. године Ј. Радовић јавља Пећанцу да је стигао у Лесковац један батаљон војника из Софије који прети становништву како ће доћи једна дивизија Турака који су „кисели на Србите, па ће све да потепају Комите“. Иако јавља да је у Лесковцу било тога дана 150 Немаца и 50 Бугара који су слабо наоружани, ништа није предузимано.
Радовић је дакле поборник борбене линије, за разлику од Пећанца. Именовање Јована Радовића и Тошка Влаховића за команданте код Пирота и у Крајини, Пећанац је после рата објаснио тиме да је већина била за устанак и „да би се ствар расплинула“ он је у источне крајеве упутио „најватреније поборнике за устанак“.
Пећанац је намеравао да продре у околину Пирота и у Крајину, куда одлазе по једна чета од по 25 људи са задатком да организује посебне одреде за чија су седишта била назначени Пирот и Зајечар. Стога К. Пећанац наређује вој. Радовићу да свом снагом нападне Сићевачку клисуру, пругу Ниш-Пирот, побуни тамошњи народ.
Међутим, наредним извештајем Ј. Радовић нам откива сву слабост устанка. Поред тога што се хвали како је растерао Бугаре из Орашачке, Калотничке, Шишавачке и Крушевачке општине и да од тога дана нема ниједног Бугарина по селима, „народ је са одушевљењем примио ослобођење.“ Задовољан је како организација напредује, и како су сузбијене бугарске реквизиције од стране његовог одреда. На крају свог извештаја Радовић нам открива највећи недостатак покрета: „Од дана мога преласка, од Вас не добих никакав извештај, нити наређења, као ни о тамошњој акцији. Молим за чешћи извештај и потребна наређења, према потребама и успеху наше акције у унутрашњости и на фронту. Да ли је више снаге непријатељске долазило или не, по моме одласку? Какав је успех? Шта је ослобођено?“ ове последње речи у извештају нам откривају да поред тога што није било никаквог напада на Сићевачку клисуру, до вој. Радовића није ни стигло ово наређење. Комуникација између одреда и Централног комитета била је јалова и нефункционална. Ово нам дефинитивно потврђује његово следеће писмо које почиње: „Од дана мога преласка па до овога часа не добих од Вас нити извештаја, па сам послао нарочитог курира 28. фебруара (13. марта, нов.кал.) да Вам се лично јави с мојим писмом.“ Из истог извештаја сазнајемо да је Пиротски комитетски одред имао успешних акција у Власотинцу и код Мораве, што је улило поверење становништва у овај покрет: „када су видели да не жалим живот за њих, свуда су ми лојални, где год се појавим. Много је учинило и паљење кућа издајицама, који су побегли на подворење Баја-Гањи.“ Устаници су тих дана примењивали одмазду над бугарским становништвом, на тај начин што су слали одреде у Бугарску: „Предузео сам најхитније мере да се запале неколико села с оне стране границе старе Бугарске, да бих парирао ово што они раде овде“. Ових неколико извештаја потврђују нам тврдњу да су одреди радили самостално, акције предузимали по сопственом нахођењу и датој ситуацији, без плана и јединства у организацији, без међусобне подршке и заштите.
Терор против становништва је коришћен као основно средство којим се покушавала сломити герила.
Герила и, штавише, устаничко хтење одолели су војном поразу велике буне и страхотном непријатељевом терору, надживели су тешка искушења. Топличко-јабланичко-копаоничка област се и надаље потврђивала као историјско средиште окупиране Србије управо зато што је покрет оружаног отпора у њој показивао изузетну жилавост. Из ње је оружана борба пренесена на десну обалу Мораве у, грубо одређен, троугао Власотинце – Сокобања – Пирот, а укоренила се и у долину доњег тока Западне Мораве и у област која лежи северније од ове реке; такође се осетила и у подручју западних округа. Пиротски комитетски одред четовао је у области око Соко Бање. У борби изнад Поружнице, 8. маја 1917. године нападнута је цела чета Бугара и натерана је на бекство према Соко Бањи, док их је Ј. Радовић са остатком одреда чекао у заседи. После три сата борбе Бугари су се дали у бекство тако „да су без капа долазили у Соко Бању, носећи своје мртве и рањене.“ Исто је овако прошла и друга чета која је долазила из Алексинца преко Бована.  Војвода Тошко Влаховић је 26. 6. 1917. године са 22 добровољца прешао Јужну Мораву и пребацио се на терен Источне Србије. У страху од жестоких бугарских репресалија, народ околних нишких и пиротских села није одушевљено дочекао комите. Овај је одред водио борбу против једне бугарске чете недалеко од Пирота, у рејону села Шестигабар. После краћег пушкарења са бугарским заштитницима, одред пробија непријатељски обруч и избија на сврљишке планине, одступајући по највећој врућини. У то време се пронео глас да се по Старој планини налази стотине комита.
У априлу и мају војвода Радовић је четовао на десној обали Јужне Мораве, усамљен и лишен сваке везе са осталим вођама.
Морал у народу већ је увелико опао, знао је то и Ј. Радовић, јер народ више не пријављује кривце за злоупотребе: „јер народ не сме изнети своју тужбу против Криваца из бојазни да доцније од Криваца не буду печени, дерани и најзад убијени.“
Сигурно је да је један од важнијих узрока сталне и разноврсне кризе покрета отпора био у слабости средишта његове организације. Важност овог средишта је била утолико већа што Пећанац није имао никакву везу с Врховном командом на Солунском фронту и никакви налози или помоћ нису долазили однекуд са стране.
Источно од Мораве је већ био војвода Јован Радовић и ту је чинио права чуда с обзиром на околности: преотимао је српске младиће које су мобилисане водили у Бугарску, заробљавао и разоружавао бугарске жандарме и по неког немачког војника, тукао се с потерама, вршио препаде, гладовао, боловао, носио се са све чешћом малодушношћу у редовима својих људи. Издржавао је без опреме, хране и вести из средишта покрета. Ипак је почетком августа одлучио да се врати у Топлицу, где је Пећанца срео 5. августа, први пут после тачно пет и по месеци.
Убрзо се растају и Јован Радовић повлачи се у Пролом да нађе скровиште.
Пред савезничким надирањем с југа, Бугарска је врло брзо поклекнула, положила оружје и потписала примирје 30. септембра 1918. године. Тиме су престале да постоје Моравска војноинспекцијска област и Македонска војноинспекцијска област.
Пећанац, Радовић и Влаховић су се убрзо повезали и најпре устремили ка југу, ка Пећи, онда ка Црној Гори.
Радовић и Влаховић су на челу одреда, који су и даље носили имена Пиротски и Јабланички, маршовали према Црној Гори, с тим што је Радовић преузео команду уместо оболелог Пећанца. Подржани свуда од црногорских комита и устаника ушли су као ослободиоци, а професор Јован Радовић је извео прави војни подвиг када је с малобројном четом и углавном голоруким народом ослободио Никшић и заробио велики гарнизон 2. новембра 1918. године. Касније су обојица војвода кренула у Херцеговину, па у Босну, где је војвода Јован Радовић изненада умро, у Сарајеву, вероватно отрован. К. Пећанац је тврдио да су Ј. Радовића отровале присталице краља Николе Петровића.